# Томос про автокефалію Православної церкви України

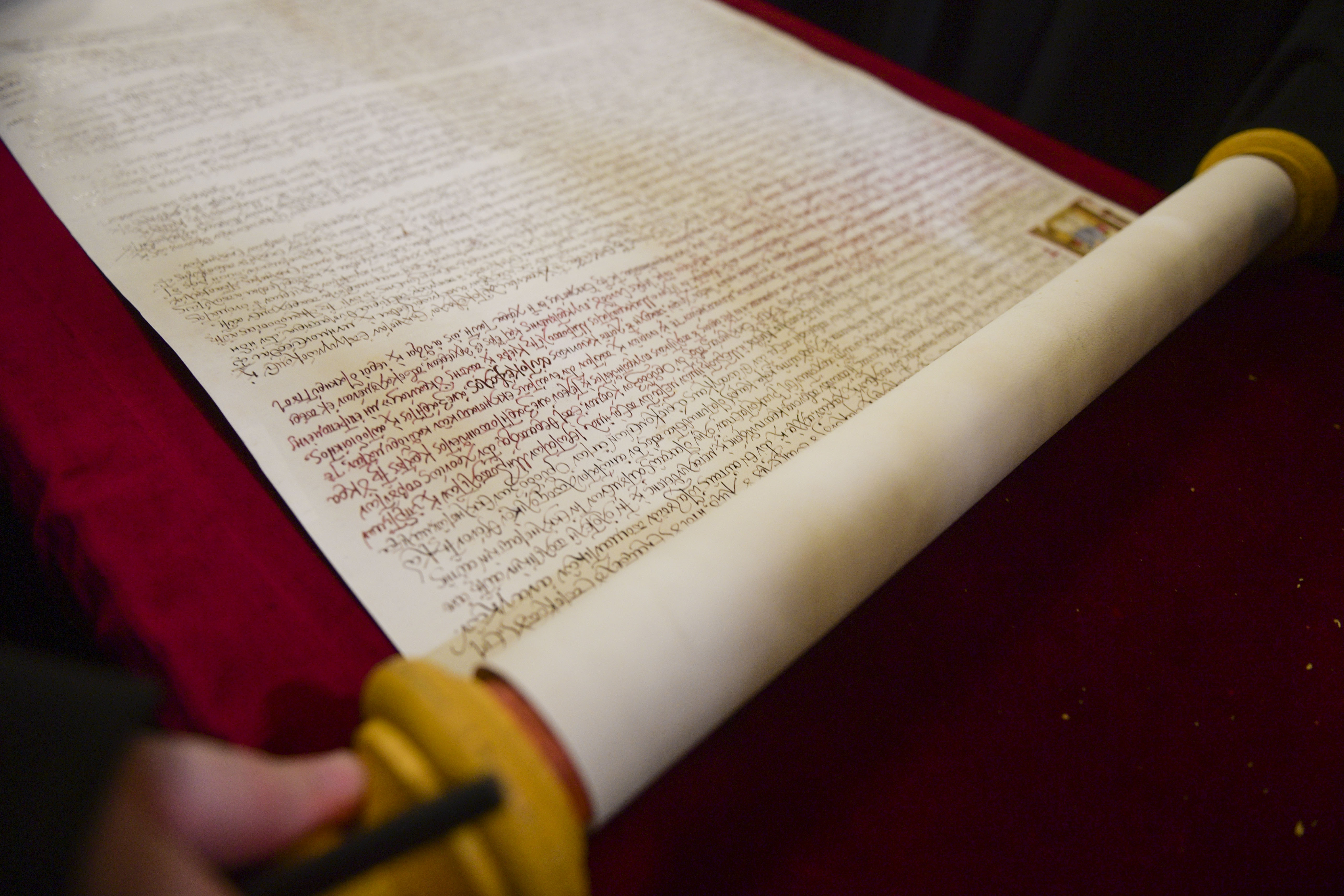
Томос про автокефалію Православної церкви України

«Патріа́рший і Синода́льний То́мос нада́ння автокефа́льного церко́вного у́строю Правосла́вній Це́ркві в Украї́ні» (грец. Πατριαρχικὸς καὶ Συνοδικὸς Τόμος χορηγήσεως αὐτοκεφάλου ἐκκλησιαστικοῦ καθεστῶτος εἰς τὴν ἐν Οὐκρανίᾳ Ὀρθόδοξον Ἐκκλησίαν) — церковний канонічний документ, який був виданий у січні 2019 року Вселенським патріархом Варфоломієм I та Священним Синодом Константинопольської православної церкви для Київської митрополії, що перед цим на синоді 9-11 жовтня 2018 року була повернута в юрисдикцію Константинопольської церкви шляхом скасування синодального листа від 1686 року про передачу митрополії в тимчасове управління до Російської православної церкви. Томос надає Київській митрополії (у складі всіх православних єпископів, священиків і вірних на території України, які згодні з цим) автокефальний статус і робить її 15-тою канонічною автокефальною церквою — Православною церквою в Україні, — яка відтепер стає повноправною і самоврядною адміністративною частиною єдиної Вселенської православної церкви без посередництва інших помісних церков.

## Історія
Автокефалія надавалася не УПЦ КП чи УАПЦ, а Київській митрополії Константинопольського патріархату, яка була відновлена на засіданні синоду Константинопольської церкви 9-11 жовтня 2018. Тоді ж було визнано недійсними анафеми, накладені Російською церквою на митрополита Макарія і митрополита Філарета і визнано усі їхні висвячення єпископів для УПЦ КП і УАПЦ.
Усі православні єпископи із кафедрами на території України із жовтня 2018 автоматично опинялися у Київський митрополії Константинопольського патріархату (хоча могли не прийняти це рішення і відмовитися від входження до неї, як і зробили більшість єпископів УПЦ МП). Для адміністративного впорядкування перед наданням цій митрополії автокефалії 15 грудня 2018 року було проведено Об'єднавчий собор усіх гілок українського православ'я, де було прийнято статут і умови, за яких Константинопольська православна церква погоджувалася надати автокефалію: до нової церкви мали увійти єпископи з усіх трьох українських православних юрисдикцій, митрополит Філарет і митрополит Макарій мали відмовитися від балотування на посаду предстоятеля нової церкви, юрисдикція нової церкви обмежувалася виключно територією України, а всі українські парафії за межами України входили у юрисдикцію відповідних структур Константинопольського патріархату (наприклад, в Українську православну церкву в діаспорі, Українську православну церкву США, Українську православну церкву Канади тощо). На Соборі після саморозпуску УПЦ КП і УАПЦ було прийнято статут, який враховував усі умови, і обрав предстоятелем нової церкви митрополита Епіфанія (Думенка).
6 січня 2019 року у Стамбулі (історична назва — Константинополь) делегація Православної церкви України отримала Томос про автокефалію. Томос було вручено предстоятелю ПЦУ митрополиту Епіфанію під час спільної літургії зі Вселенським патріархом. Наступного дня Томос привезли в Україну для демонстрації у Соборі святої Софії. 9 січня на Томосі поставили підписи усі члени Синоду Константинопольської православної церкви під час планового засідання Синоду.

## Виготовлення
Томос було виконано іконописцем та каліграфом ієромонахом Лукою у монастирі Ксенофонт на Атосі (Афоні).
Текст оригіналу записано грецькою у традиційній православній візантійській каліграфії на пергаменті.

## Зміст

### Назва церкви
Назва «Православна церква в Україні» (або просто «Церква в Україні») відображає православну еклезіологію, яка передбачає, що існує лише одна Вселенська православна церква, що адміністративно ділиться за територіальним принципом — Православна церква в Греції, Православна церква в Румунії, Православна церква в Україні. Хоча історично помісні церкви використовували різні назви і цьому не приділялося особливої уваги, але після соборного засудження єресі етнофілетизму у 19 столітті Константинопольский патріархат став наполягати на теологічно правильних назвах, які підкреслюватимуть територіальний, а не етнічний принцип. Саме тому, у внутрішніх церковних документах використовуються назви «Церква (в) [назва території]», навіть якщо юридична назва церкви інша.
У Томосі вживаються різні найменування української церкви, що обумовлено високим візантійським стилем тексту, який передбачає багату мову, синонімічні ряди і звороти. Константинопольська православна церква наполягала на офіційній назві «Православна церква в Україні», але, на прохання української сторони, її було змінено на «Православна церква України» (Ορθόδοξη Εκκλησία της Ουκρανίας), що закріплено у статуті.

### Автокефальний устрій
У православній церкві автокефалія (буквально — «самоочолюваність») не означає повної незалежності, вона лише означає, що церква самостійно вирішує всі організаційні внутрішні питання, сама обирає свого предстоятеля, і на рівних бере участь у міжправославних нарадах і вселенських соборах. Будь-яка автокефальна церква повинна підпорядковуватися рішенням православних вселенських соборів і, в окремих випадках, рішенням Вселенського патріарха, який має право вищої судової інстанції (це право заперечується окремими церквами, наприклад, Російською церквою). Також не дозволяються самостійні відступи чи зміни православного віровчення, передовсім догматів — такі рішення може приймати лише вселенський собор.
У ранньому християнстві автокефалії надавалися чи підтверджувалися вселенськими соборами (автокефалії Римської, Константинопольської, Александрійської, Антіохійської, Єрусалимської та Кіпрської церков). Усі подальші автокефалії надавалися або затверджувалися одноосібно Константинопольською православною церквою (яка після розколу з Римською церквою отримала першість за честю та служінням серед усіх православних церков).

### Соборність
У Томосі і, особливо, у пов'язаним із ним статуті, зроблено акцент на соборності (соборноправності) нової церкви (в управлінні церквою беруть участь усі єпископи і, в деяких питаннях, також священники і миряни), на відміну від російської синодальної моделі (управління церквою здійснюється лише декількома єпископами — постійними членами синоду, роль інших єпископів мінімізована, а священики і миряни взагалі не допускаються до управління). Синодальна модель до цього превалювала у всіх українських церквах. Перехід до соборної моделі явно зіткнувся із труднощами, оскільки українським єпископам, вихованим у радянсько-російських традиціях, виявилося непросто швидко перелаштуватися.

## Визнання ПЦУ

### Визнання ПЦУ українцями
Згідно з всеукраїнським опитуванням громадської думки, що проводилося у травні 2019 року Київським міжнародним інститутом соціології (КМІС) підтримка автокефалії ПЦУ серед Українців у травні 2019 року була наступною:
| 100 % у стовпчику                       | Україна в цілому | Захід | Центр | Південь | Схід | Донбас |
| Дуже позитивно                          | 30,9             | 43,0  | 37,5  | 22,8    | 14,2 | 11,8   |
| Скоріше, позитивно                      | 23,3             | 29,3  | 25,3  | 17,1    | 18,4 | 12,9   |
| Нейтрально / Ні позитивно, ні негативно | 31,2             | 23,4  | 26,4  | 36,6    | 43,7 | 41,1   |
| Скоріше, негативно                      | 6,1              | 1,9   | 5,3   | 11,3    | 9,2  | 8,8    |
| Дуже негативно                          | 4,8              | 1,0   | 2,5   | 8,7     | 7,5  | 18,8   |
| ВАЖКО СКАЗАТИ                           | 3,5              | 1,3   | 3,0   | 3,6     | 6,6  | 6,5    |
| ВІДМОВА ВІДПОВІДАТИ                     | 0,1              | 0,2   | 0,0   | 0,0     | 0,5  | 0,0    |

| 100 % у стовпчику     | Україна в цілому | Захід | Центр | Південь | Схід | Донбас |
| Скоріше, об'єднавчий  | 50,6             | 64,5  | 55,1  | 40,8    | 36,2 | 30,6   |
| Скоріше, роз'єднавчий | 30,5             | 18,4  | 26,3  | 40,4    | 44,9 | 40,4   |
| ВАЖКО СКАЗАТИ         | 18,8             | 17,0  | 18,6  | 18,8    | 18,6 | 29,0   |
| ВІДМОВА ВІДПОВІДАТИ   | 0,1              | 0,0   | 0,0   | 0,0     | 0,3  | 0,0    |

### Визнання ПЦУ іншими церквами
Реакція православного світу щодо надання автокефалії ПЦУ була різною. Серед церков що не визнали автокефалію були Російська православна церква (РПЦ) та її закордонні підрозділи РПЦ в Україні, РПЦ в Білорусі, РПЦ в Америці тощо а також православні церкви, що вважаються «церквами-союзниками» РПЦ, зокрема Сербська православна церква (СПЦ) та Польська православна церква (ППЦ). Інші православні церкви переважно утрималися від коментарів, щоби не йти на конфлікт ні з Російської, ні з Константинопольською церквою.
Після проголошення автокефалії ПЦУ звучали заклики Антіохійської, Албанської, Сербської, Кіпрської церков щодо вирішення конфлікту на всеправославній нараді або всеправославному соборі, але Константинопольська церква заявила про недоцільність такого собору, оскільки всі попередні міжправославні наради і собори ігнорувалися або блокувалися Російською церквою, і вона продовжує відмовлятися від будь-якого діалогу з цього питання. За словами Вселенського патріарха, всі загальновизнані автокефалії після останнього вселенського собору надавалися або затверджувалися одноосібно Константинопольською православною церквою без жодних міжправославних нарад. Змінити процедуру надання автокефалії може лише вселенський собор (проведення якого у 2016 році було заблоковане РПЦ).

## Полеміка

### Скандал із висловленням Зеленського
Володимир Зеленський на одному з виступів студії «Квартал 95» назвав Томос «термосом»: «Єдине, що зігріває душу — це надання Україні „термосу“» — сказав він. Тодішній президент України Петро Порошенко заявив: «наша команда буде захищати Православну Церкву України від реваншу. І ми не допустимо цього реваншу. Бо коли ми зняли ярмо російської церкви і Росії з Православної церкви України — це ще один міцний фундамент нашої державотворчості, нашої духовності. І, до речі, ми все ще очікуємо вибачень за „термос“». Пізніше стало відомо, що Володимир Зеленський вибачився за сказане.

### Порушення справ проти Порошенка
18 червня 2020 року, п'ятий президент України Петро Порошенко біля Печерського райсуду Києва заявив, що йому інкримінують розпалювання міжрелігійної ворожнечі через отримання Томосу. Він також сказав, що вважатиме за найбільшу нагороду відсидіти за Томос. Того ж дня Одеська Єпархія УПЦ КП заявила, що Порошенко «Порушив рівноправність громадян залежно від їх релігійних переконань», хоча 16 червня Київський Патріархат запевняв, справи проти Порошенка «не мають нічого спільного з релігією».
У Державному бюро розслідувань підтвердили існування заяви пов'язаної із Петром Порошенком по факту розпалювання міжконфесійної ворожнечі.За словами ДБР, «СБУ почала розслідування за заявою вірян Київського патріархату».
Також колишній народний депутат від «Опозиційного блоку» Михайло Добкін подав заяву у ДБР, у якій 18 разів згадує томос і хоче, щоб «Петя відсидів за Томос». ПЦУ відреагувала на такі події заявою. Водночас речник ПЦУ Архієпископ Євстратій назвав кримінальну справу про Томос «маразматичним цинізмом».
Мер Львова Андрій Садовий закликав депутатів Львівської міської ради прийняти звернення щодо суду над Порошенком через Томос, засудивши дії правоохоронців.

## Галерея

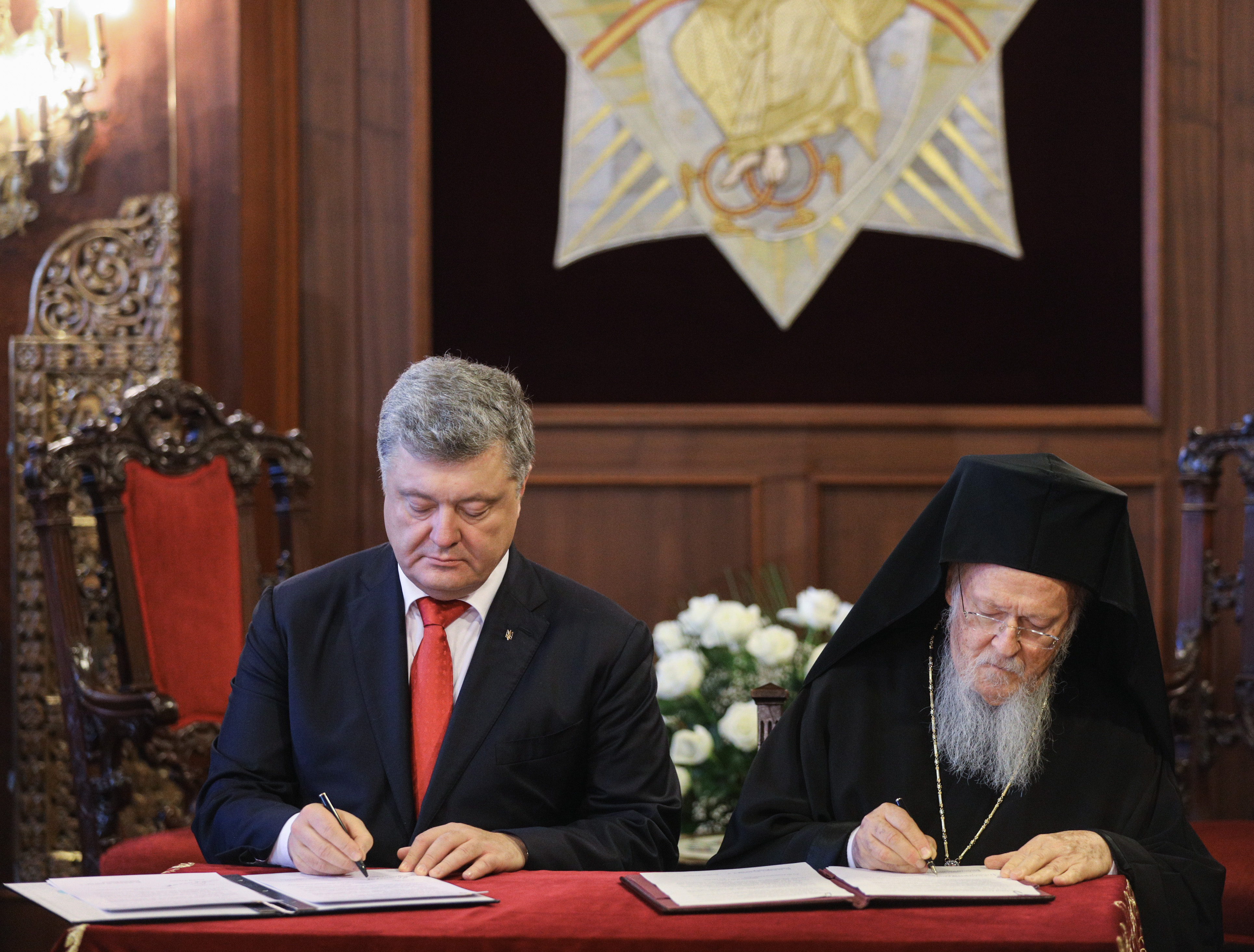
Варфоломій I з 5 президентом України Петром Порошенко, 3 листопада 2018
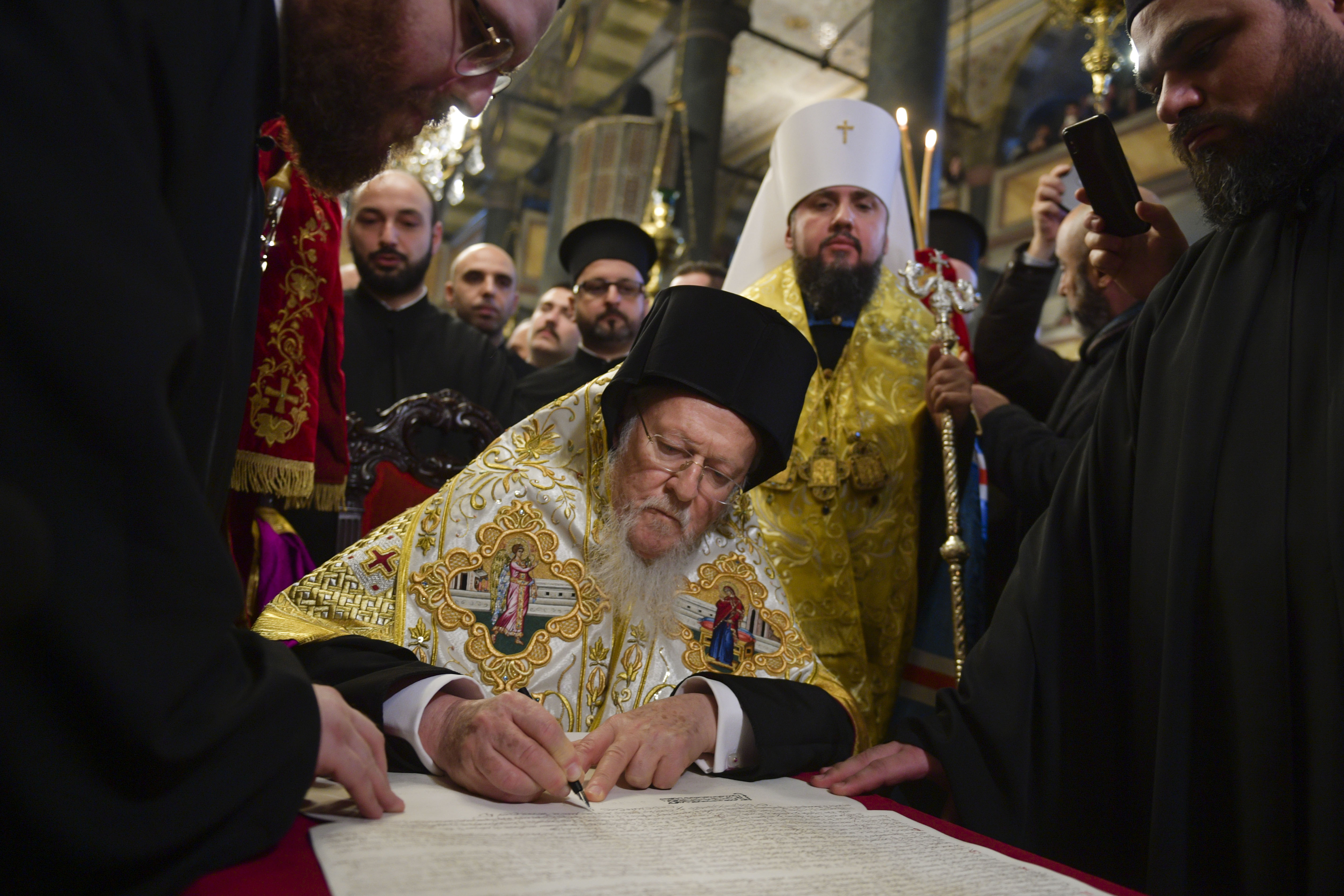
Підписання томосу для ПЦУ. Ліворуч стоїть очільник ПЦУ — митрополит Епіфаній, 2019
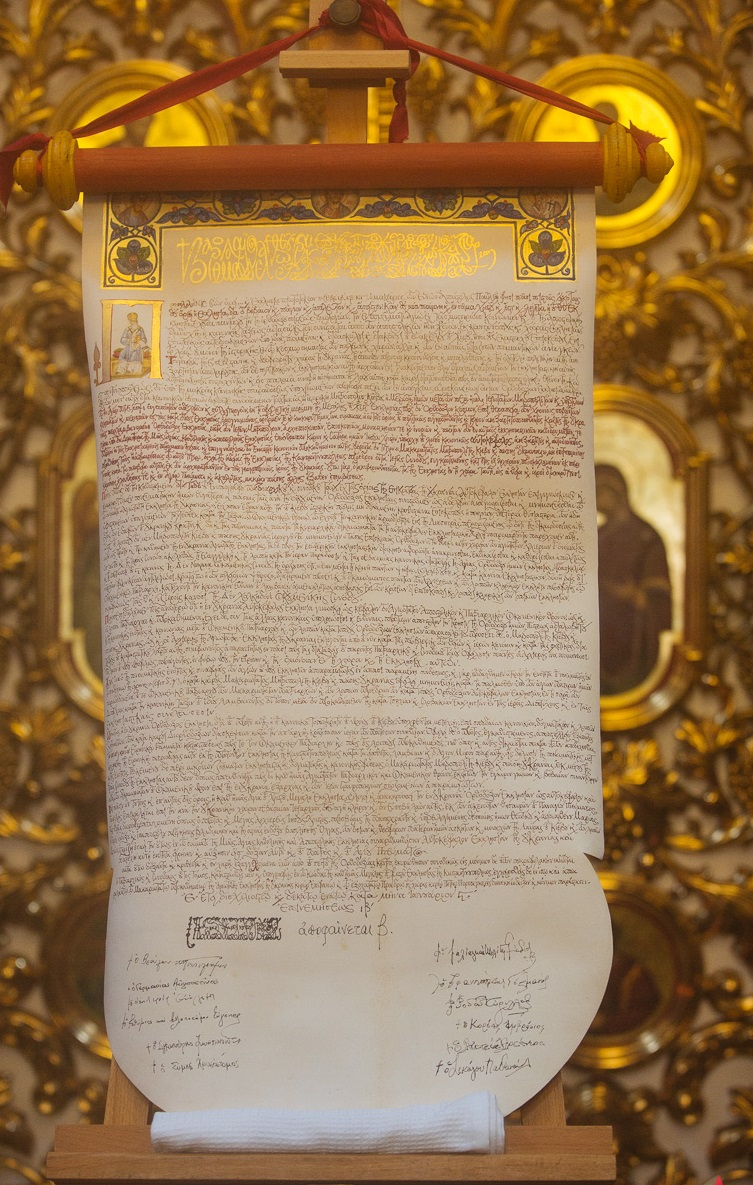
Томос про автокефалію ПЦУ
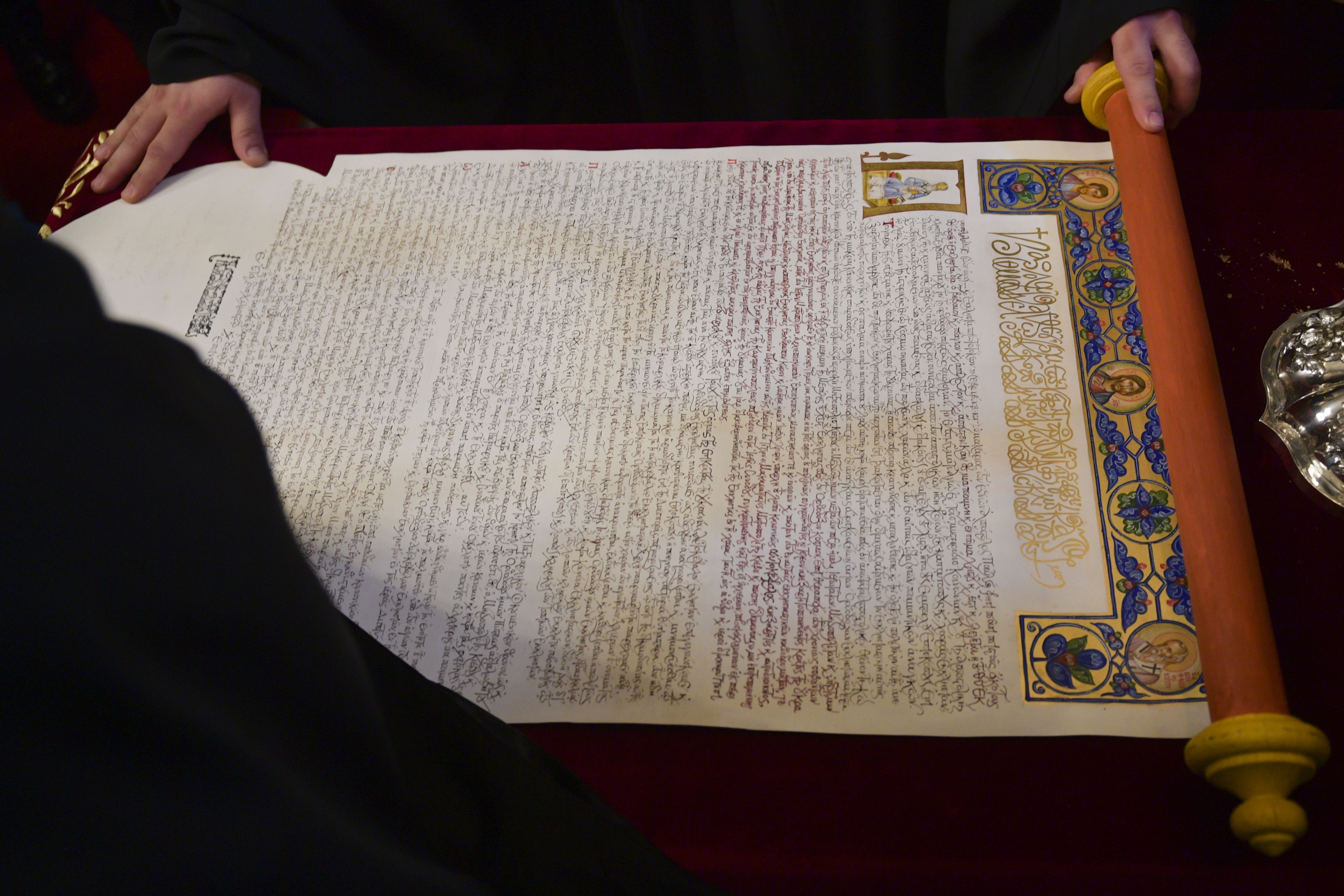
Томос про автокефалію Православної церкви України
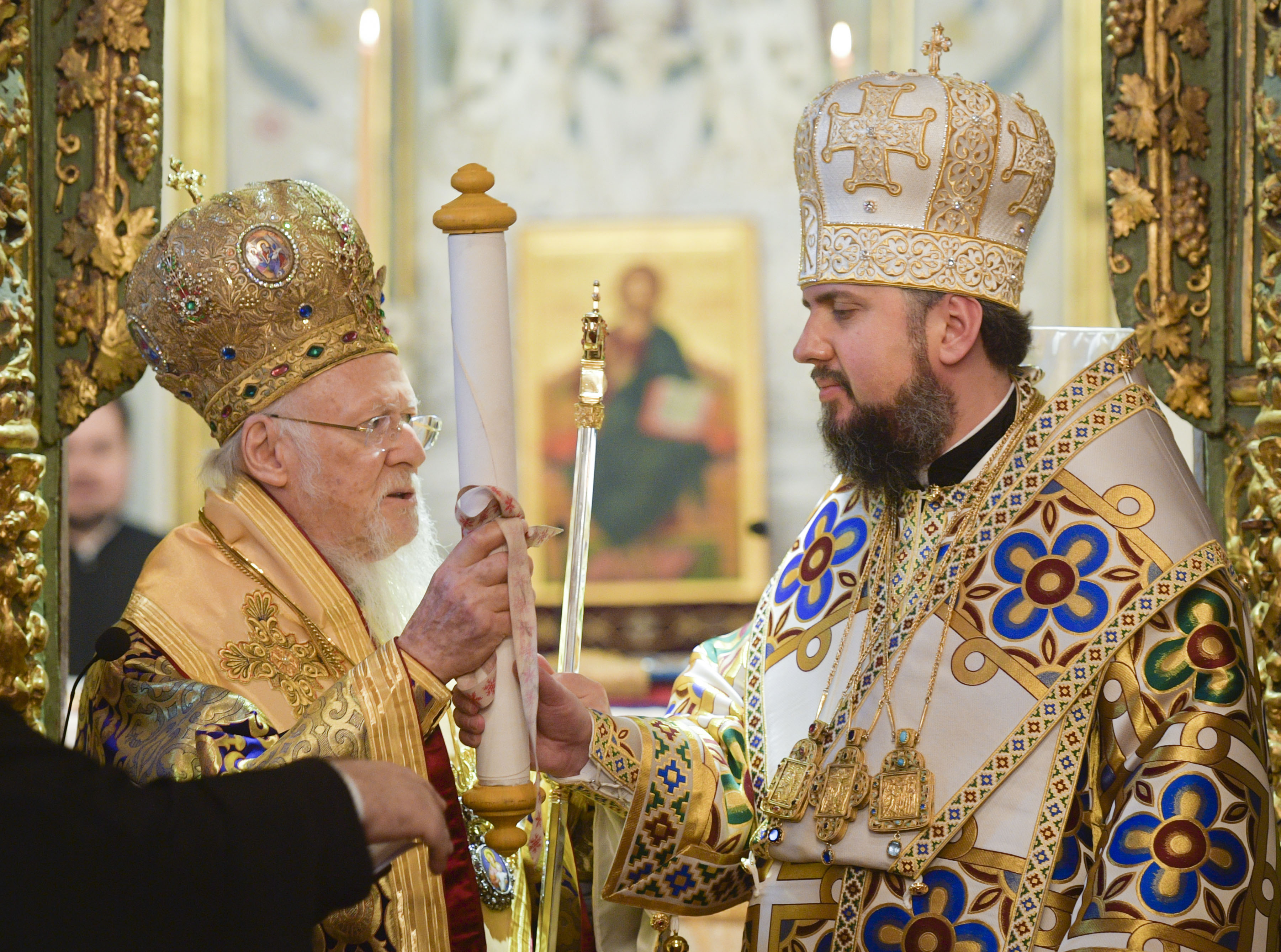
Варфоломій I передає томос митрополиту Епіфанію, 6 січня 2019
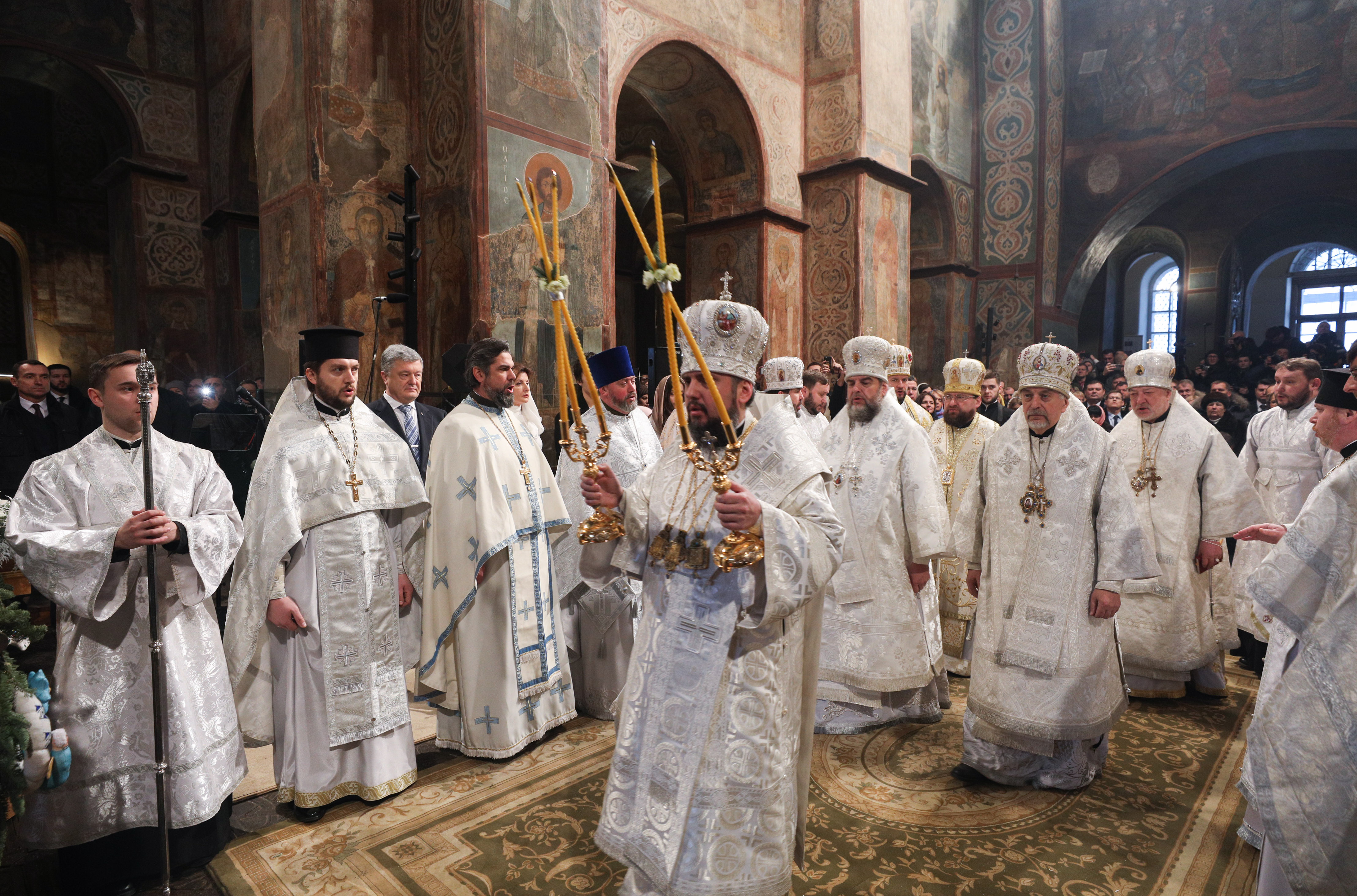
Різдвяна літургія, на якій був презентований томос про автокефалію ПЦУ
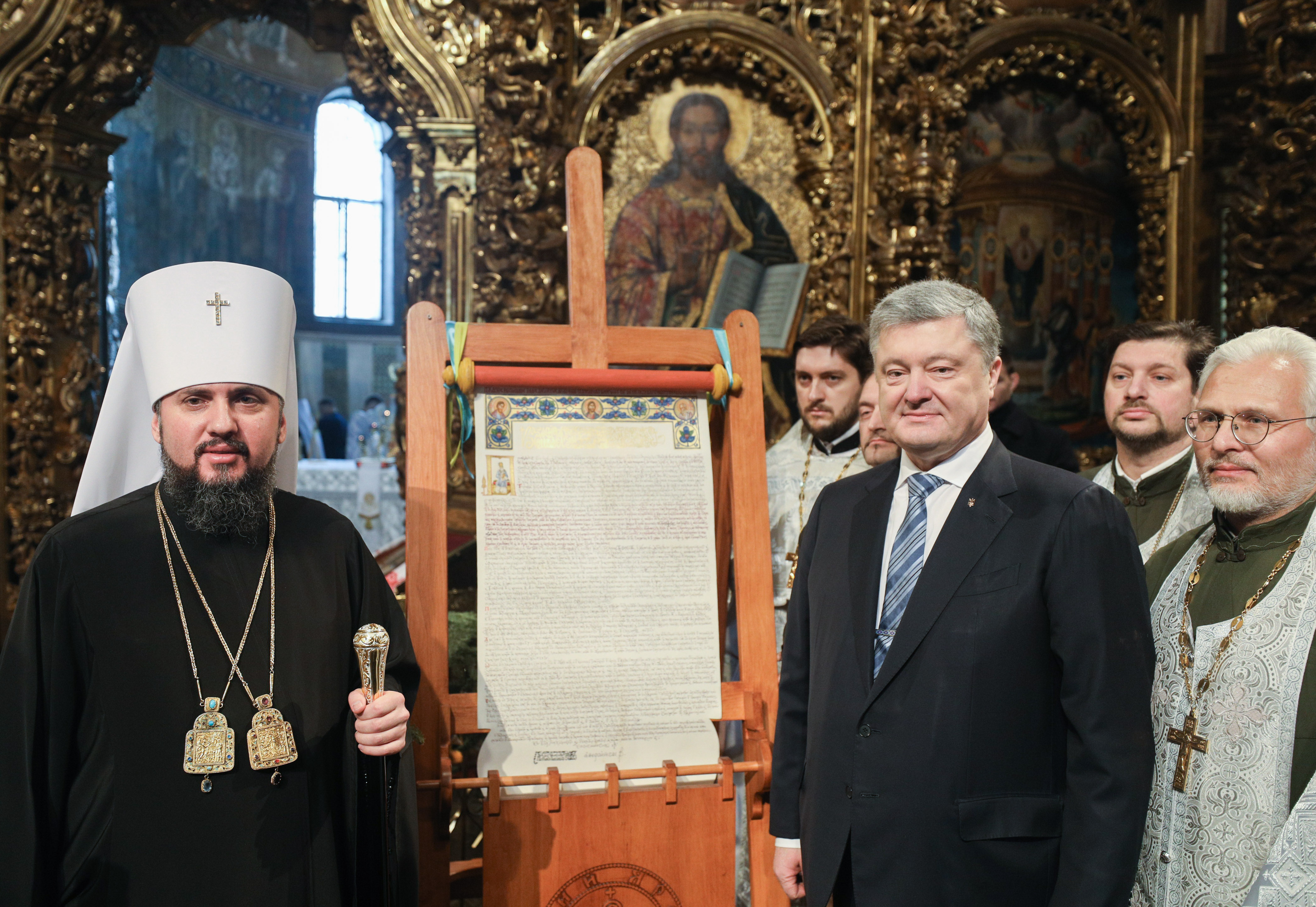
Томос про автокефалію ПЦУ, 7 січня 2019 року
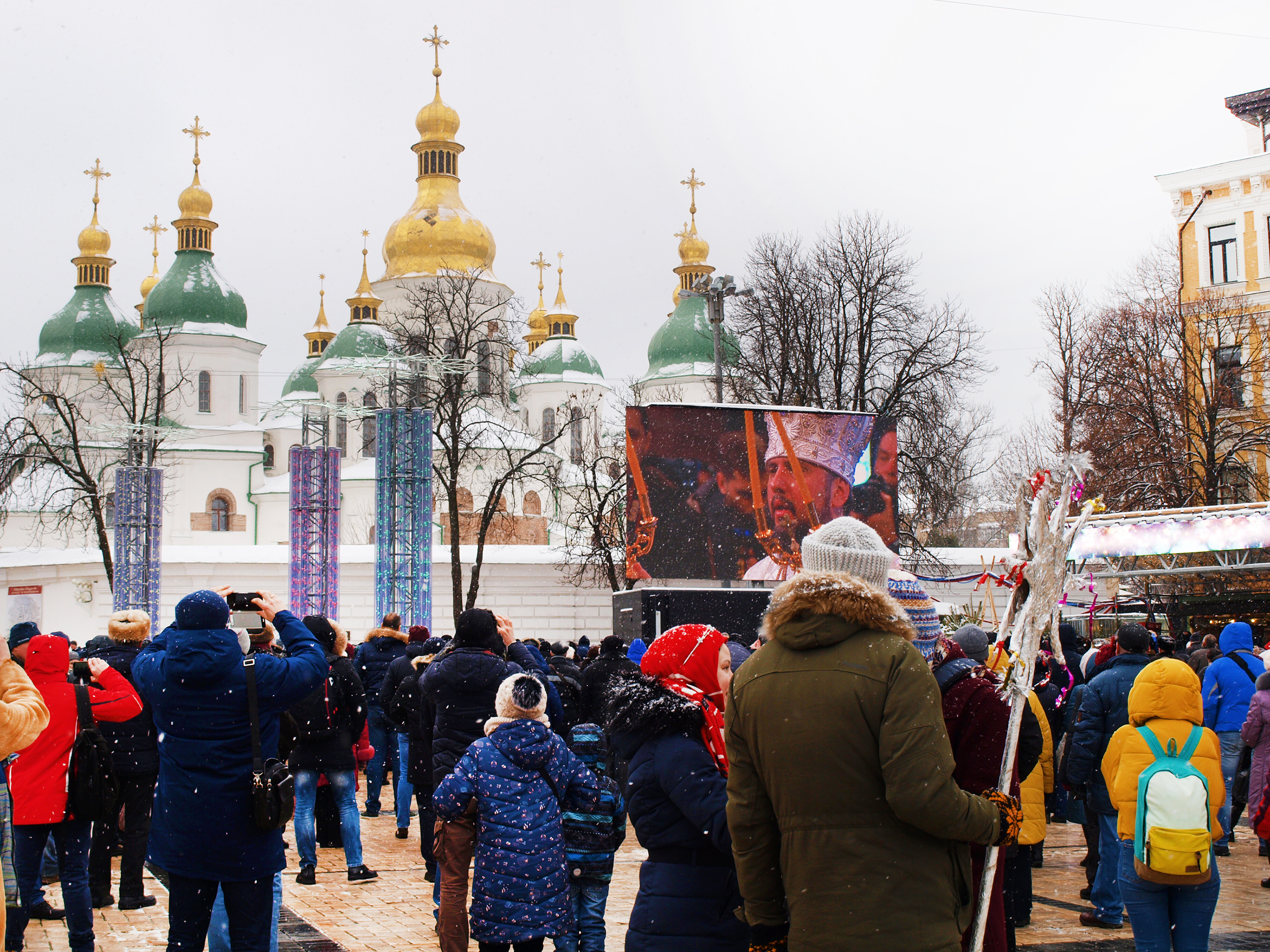
Трансляція різдвяної літургії 2019 у Софії Київській на Софійській площі, 7 січня 2019 року
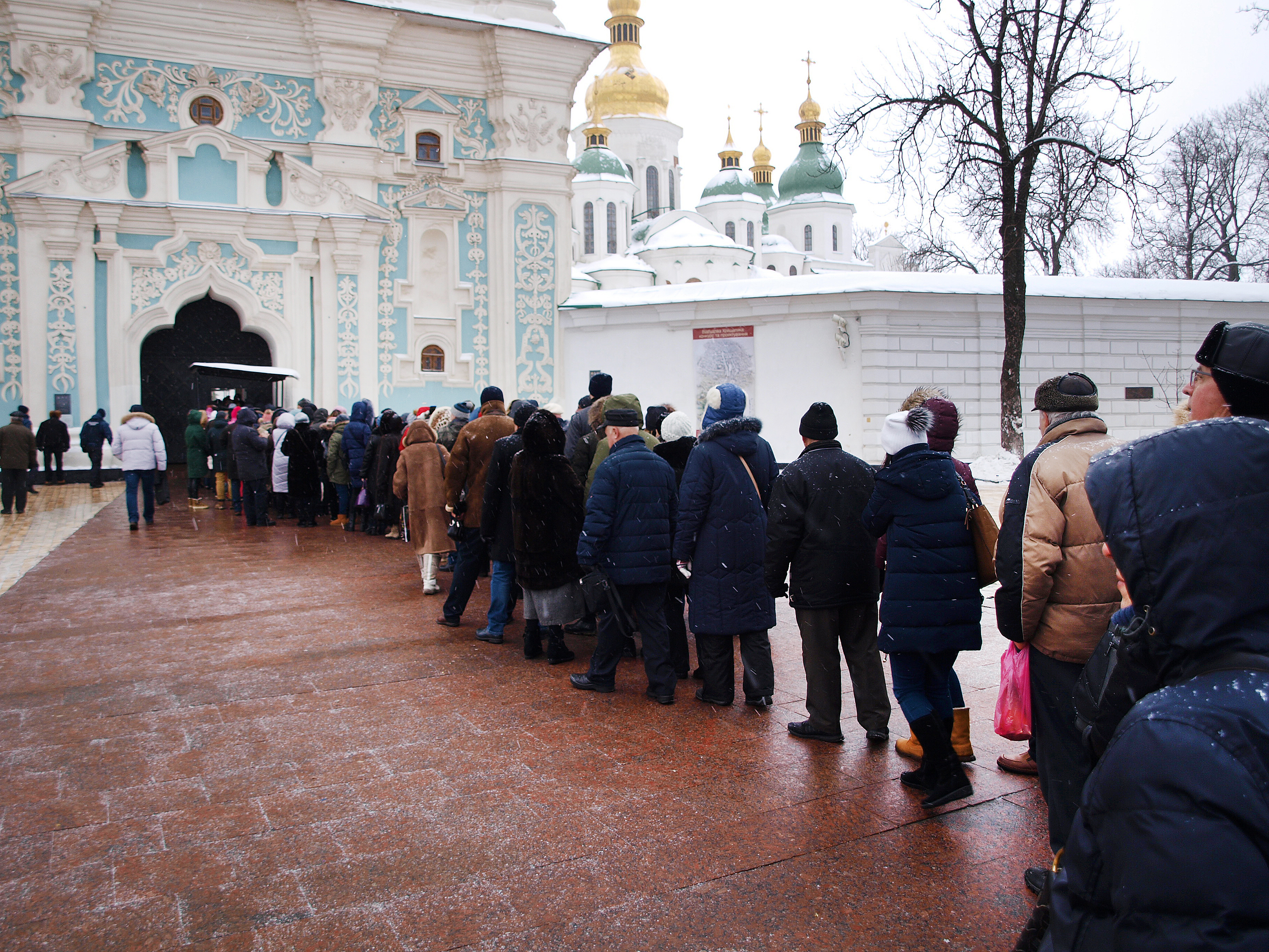
Черга вірян, охочих оглянути томос про автокефалію ПЦУ

## Зауваження
1. ↑  5 січня — підписаний патріархом Варфоломієм, 6 січня — вручений під час спільної літургії предстоятелю Православної церкви України митрополиту Епіфанію, 9 січня — підписаний усіма членами синоду Константинопольської православної церкви.